# Leptochloa caudata
Leptochloa caudata là một loài thực vật có hoa trong họ Hòa thảo. Loài này được (K.Schum.) N.W.Snow mô tả khoa học đầu tiên năm 1998.